# Zweephangmatspin
De zweephangmatspin (Microlinyphia impigra) is een spinnensoort in de taxonomische indeling van de hangmatspinnen (Linyphiidae).
Het dier komt uit het geslacht Microlinyphia. De zweephangmatspin werd in 1871 beschreven door Octavius Pickard-Cambridge.